# Obrzeżek gołębień
Obrzeżek gołębień (Argas reflexus), zwany też obrzeżkiem gołębim – gatunek zbiorowy kleszcza miękkiego z rodziny obrzeżkowatych.
Ciało koloru szarego lub szarobrązowego o kształcie jajka, ze zwężoną stroną przednią. Zgrubienia powierzchni ciała ułożone są promieniście, a urzeźbienie listwy brzeżnej przypomina wyglądem układ korytarzy kornika drukarza. Samica ma 6-10 mm długości i 4-7 mm szerokości. Samiec ma 4-5 mm długości i 3 mm szerokości. Otwór odbytowy poniżej 4. pary bioder. Otwór płciowy samicy na wysokości pierwszej pary bioder, zaś samca na wysokości drugiej pary.
Samica składa w ciągu życia około 700 jaj w seriach po 10–50 sztuk w szczelinach miejsca bytowania. Po około 30 dniach wykluwa się sześcionożna larwa. Odżywia się przez tydzień, po czym przekształca się w ośmionożną nimfę. Kolejne stadia (4-5) odczepiają się od żywiciela już po około godzinie, dlatego najbardziej ekspansywne są larwy. Dorosłe osobniki są odporne na niskie temperatury i mogą przeżyć bez pożywienia nawet do 5 lat, zaś nimfy do 3 lat.
Kłują boleśnie, a świąd utrzymuje się dość długo. Mogą przenosić krętki Borelia anserina oraz zarazki gorączki Q, paraduru gołębi oraz piroplazmozę ptasią. Wirus odkleszczowego zapalenia mózgu zachowuje w nich żywotność przez 450 dni. Przyczyniają się do powstawania alergii oraz astmy.
Obrzeżek gołębień spotykany jest w Europie, Ameryce Północnej, Afryce i Azji Mniejszej, głównie w miejscach nocowania oraz gniazdowania stadnych gołębi dzikich i hodowlanych. Obrzeżki szczególnie groźne stają się po usunięciu gołębi z miejsca ich występowania. Głodne osobniki w poszukiwaniu żywiciela rozchodzą się w różne strony i często trafiają do ludzkich mieszkań, dlatego po usunięciu gołębi należy koniecznie kilkakrotnie przeprowadzić opryski środkami trującymi, a w mieszkaniach w pobliżu otworów ustawić lepy. Obrzeżki można też odstraszać przy pomocy środków zawierających permetrynę lub DEET.